# Look Hear?
Look Hear? er det syvende studiealbum fra 10cc, som udkom i 1980. Da 10cc havde skrevet kontrakt med Warner Bros. Records, blev albummet også udsendt i USA.

## Spor
1. "One Two Five' (Graham Gouldman, Eric Stewart)
2. "Welcome to the World" (Rick Fenn, Duncan Mackay)
3. "How'm I Ever Gonna Say Goodbye" (Fenn, Gouldman)
4. "Don't Send We Back" (Fenn)
5. "I Took You Home" (Stewart)
6. "It Doesn't Matter At All" (Gouldman, Stewart)
7. "Dressed To Kill" (Gouldman, Stewart)
8. "Lovers Anonymous" (Gouldman, Stewart)
9. "I Hate To Eat Alone" (Gouldman)
10. "Strange Lover" (Gouldman, Stewart)
11. "L.A. Inflatable" (Gouldman, Stewart)